# Принцесса Аи
Принцесса Аи (яп. プリンセス・アイ物語 пуринсэсу ай моногатари, англ. Princess Ai) — сёдзё-манга 2004 года, рассказывающая о приключениях Аи — принцессы из другого мира и талантливой певицы. Манга также содержит некоторые элементы «махо» (волшебства) и романтики. Происхождение манги американское — оригинальная идея принадлежит Кортни Лав и Диджею Милки (DJ Milky — псевдоним основателя Tokyopop Стю Леви), но дизайном персонажей занималась японский дизайнер Ай Ядзава, а самой мангой Мисахо Кудзирадо. Она издавалась и рисовалась в Японии, поэтому читается справа налево. Помимо диалогов персонажей «Принцесса Аи» содержит песни, написанные D.J. Milky.
На русском языке вышло в переводе «Комикс-Арт» в двух вариантах: обычном и более дорогом, на тонкой и качественной бумаге.
В коллекционном издании есть дополнительные сценки из жизни Аи, тексты песен, рассказ об эволюции манги, картинки для вырезания принцессы Аи и её костюмов. Также имеется дополнительный том про принцессу Аи, куда включены 12 маленьких рассказов, 2 из которых написаны в виде манги.